# 悪魔たち、天使たち
『悪魔たち、天使たち』（原題：Steal Big Steal Little）は、1995年に公開されたアンドリュー・デイヴィス監督作のアメリカ映画。主演のアンディ・ガルシアは、双子の兄弟であるルーベンとロバートの2役を演じている。

## ストーリー
ある夏至の日、双子の弟ルーベン・パルティダ・マルチネスは仲間のルー・ペリッリやダン・マッキャンらとともに、双子の兄ロビー・マーティンが推し進める再開発のために農場から強制退去させようとするオーティス保安官から自分たちの土地を守るため、罠を仕掛けて再開発工事への妨害活動を行っていた。ロビーは相棒の日本人ヨシ・タカムラとその様子を観察し、電話で土地売買の取引をしていた。ルーベンの妨害作戦が成功したのを見て慌てふためくヨシに、あれはいらない土地だから心配ないとロビーが話す。ルーベンたちはテレビで保安官の横暴さを伝えようとカメラで一部始終を撮影してドキュメンタリーを製作し、これを見た人々の中から支援者がもっと出てきてくれることを願っていた。
カメラの前でこのような事態の発端を話し始めたルーベンは、クリフォード・ダウニーの再開発計画が原因であると語る。クリフォードは彼ら双子を養子に迎えたモナ・ダウニーの元妻で、再開発計画に反対していたモナによってクリフォードの死後に土地の管理はロビーに任されていた。養子に取ったジュリアンたちと暮らしていたルーベンは、モナが派遣した帳簿係のマウリシオから実家に戻るよう言われ、ジュリアンと一緒にモナに会いに行く。モナは体調が優れない様子だったが、ルーベンに会うと安堵の表情を浮かべる。モナがルーベンとロビーを養子にした経緯は、実の両親が姿を消したため水路に隠れていた彼ら兄弟を彼女が見つけ、猛反対するクリフォードに逆らって家に迎えたことで、それがモナとクリフォードの間に亀裂を生じさせ、2人は別れることになったとルーベンは話す。
病魔がモナの体を蝕むなか、彼女は帳簿を誤魔化していたことをルーベンに伝える。信じられないルーベンはロビーを庇うが、モナはロビーがクリフォードそっくりだと言って農場の管理をルーベンに任せたいと言う。しかしルーベンはそういう仕事をしたくないと断り、したいことを聞かれた彼は家族と暮らしたいと話す。そんな彼にモナは隠していた25万ドルを渡し、別居している妻のローラと子供を連れ戻すよう提案する。妻と別居する原因となったのは、ルーベンがロビーの妻ボニーと関係を持ったと疑われたことだった。ルーが経営してローラが働いているシカゴの中古車に来たルーベンは、彼女によりを戻してくれるよう頼むが了承してくれない。それを見かねたルーがルーベンは素晴らしい男だとローラを説得し、店の事は任せるよう言ってローラとルーベンの娘マリアをルーベンと一緒に帰らせる。 その直後ルーが借金をしているニック・ジンガロが部下を引き連れて現れ、ルーは隙をついて逃げ出そうとするがニックに捕まり、24時間以内に金を返すよう脅される。
3人でモナの家に戻ったルーベンは、モナが脳溢血で急逝したことをマウリシオから伝えられる。葬儀後、モナは莫大な財産の全てをルーベンに譲渡することを遺言として残しており、弁護士のエディ・アゴーピアンは財産が貰えないことがわかり怒ったロビーに調度品を盗んだのが悪いと話す。ルーベンに会ったエディは、ロビーが物を盗むことに腹が立ったために直前になって遺言の内容を変更させたことを彼に伝える。半分を兄に渡すと言うルーベンに対し、気を許すと全部持って行かれると却下する。実権を握る計画を立てていたリード・タイラーは、このままでは全てが水の泡だとロビーに言い、彼に自分のためにもどうにかするよう警告する。そしてロビーはオーティス保安官と組み、ルーベンとその仲間たちに罪をでっちあげて逮捕したり、建物を差し押さえたりなどの嫌がらせを仕掛け、土地を奪い取ろうとする。

## キャスト
| 役名                               | 俳優                               | 日本語吹替 |
| ---------------------------------- | ---------------------------------- | ---------- |
| ルーベン・パルティダ・マルティネス | アンディ・ガルシア                 | 江原正士   |
| ロバート・”ロビー”・マーティン     | アンディ・ガルシア                 | 江原正士   |
| ルー・ペリッリ                     | アラン・アーキン                   | 青野武     |
| ローラ・マルティネス               | レイチェル・ティコティン           | 吉田理保子 |
| エディ・アゴーピアン               | ジョー・パントリアーノ             | 三ツ矢雄二 |
| モナ・ローランド=ダウニー          | ホランド・テイラー                 | 京田尚子   |
| ボニー・マーティン                 | アリー・ウォーカー                 | 金野恵子   |
| ウィントン・マイヤーズ判事         | デヴィッド・オグデン・スティアーズ | 富田耕生   |
| オーティス保安官                   | チャールズ・ロケット               | 大塚明夫   |
| ニック・ジンガロ                   | リチャード・ブラッドフォード       | 千田光男   |
| リード・タイラー                   | ケヴィン・マッカーシー             | 阪脩       |
| ハリー・ロードリー                 | ネイザン・デイヴィス               | 石森達幸   |
| マリア・マルティネス               | ドミニク・ガルシア=ロリド          |            |
| サム・バーロウ                     | マイク・ナスバウム                 | 石森達幸   |
| ダン・マッキャン                   | トム・ウッド                       | 堀内賢雄   |
| ヨシ・タカムラ                     | 石橋貴明                           | 石橋貴明   |
| マウリシオ                         | サム・ヴァルホス                   | 幹本雄之   |
| クリフォード・ダウニー             | アンディ・ロマーノ                 | 藤本譲     |
| ジュリアン                         | レイモン・ゴンザレス               | 坂本千夏   |
| アリス                             | ナタリア・ノグリッチ               | 鈴鹿千春   |
| ニックの部下                       | ロン・ディーン                     | 梅津秀行   |
| ニックの部下                       | ジャック・ウォレス                 | 秋元羊介   |
| ファーリー                         | ロバート・ハリス                   | 増岡弘     |
| エミリオ・カンポス                 | ネルソン・マルケス                 | 成田剣     |
| ブキャナン捜査官                   | ロバート・レッサー                 | 沢木郁也   |
| メラニー                           | パメラ・ウィンズロー               | 本間ゆかり |
| 裁判所書記官                       | エリザベス・ラング                 | さとうあい |
| 公文書館職員                       | 不明                               | 叶木翔子   |

- その他：野本絵理、大黒和広、大滝進矢、雨蘭咲木子、安井邦彦

※日本語吹替は1997年11月7日発売のVHSに収録。

## スタッフ
- 監督：アンドリュー・デイヴィス
- 製作：フレッド・カルーソ、アンドリュー・デイヴィス
- 製作総指揮：メル・パール
- 脚本：アンドリュー・デイヴィス、リー・ブレッシング、ジャンヌ・ブレイク、テリー・カーン
- 原案：アンドリュー・デイヴィス、テレサ・タッカー=デイヴィース、フランク・レイ・ペリリ
- 撮影：フランク・ティディ
- 音楽：ウィリアム・オルヴィス
- 編集：ドン・ブロチュー、ティナ・ハーシュ

日本語版スタッフ
- 吹替演出：岡本知
- 吹替翻訳：栗原とみ子
- 吹替制作：グロービジョン